# アクセル・メルクス
アクセル・メルクス（Axel Merckx、1972年8月8日 - ）は、ベルギーのイクル出身の元自転車プロロードレースの選手。1993年のデビュー以降、アシスト選手として活躍。2000年に、ベルギー選手権ロードレースで優勝し、2004年のアテネオリンピックではロードレースで銅メダルを獲得。2007年のツール・ド・フランス完走を最後に引退した。父親は史上最強のプロロードレース選手と評されるエディ・メルクス。現在は、UCIコンチネンタルチームであるハーゲンズバーマン・アクシオンのチームディレクターを務める。

## 経歴
1993年モトローラでプロデビュー。チームを転々としつつ、190cmを超える恵まれた体格を活かしてアシストとしてのキャリアを積んでいく。
1998年にはツール・ド・フランスで総合10位に入り、クラシカ・サンセバスティアンでも2位に入る活躍を見せ、以後も一流のアシスト選手として活躍する。
2000年にはベルギー選手権で優勝し、ジロ・デ・イタリアの第8ステージでも勝利する。そして2004年アテネオリンピックでは銅メダルを獲得し、父のエディ・メルクスが唯一果たせなかった、オリンピックでの表彰台に上がった。
2007年3月に家族との時間を大切にするため、という理由でツール・ド・フランス出場後に引退することを表明。総合62位で完走したのを最後に第一線から退いた。
ツール・ド・フランスには8回出場し、6回の完走を果たしており、アシストとして逃げを打ったり、エースを牽引する姿がしばしば映し出されていた。
引退後はカナダに旅行会社を設立。主に自転車ロードレース観戦ツアーを企画するなどしている。
2009年からはランス・アームストロングが創設したU-23を対象とした若手育成チーム「TREK-Livestrong U-23」の監督に就任。

## ドーピング疑惑
2013年7月24日、フランス上院のドーピング調査委員会は、1998年のツール・ド・フランスで採取した血液サンプルの調査結果を公表。総合優勝のマルコ・パンターニやポイント賞のエリック・ツァベルら18名がEPOを使用。また、疑わしい値が検出されたとしてアクセル・メルクスら12名を公表した。

## エピソード
- 逃げても残り1～2kmのところで吸収されたり、ゴール前のスプリント競争に負けてしまい、あと一息で勝利を逃すことが多かった。2007年のツール・ド・フランスでも第18ステージでサンディ・カザールのアタックについていけず、2位。花道を飾ることが、かなわなかった。

## 主な戦績
1992年
ツール・ド・ラブニール 第9ステージ 区間優勝
1995年
ツール・メディテラネアン 総合6位
デンマーク・ルント 総合8位
1996年
ジロ・ディ・ロンバルディア 3位
世界選手権ロードレース 4位
ブラバンツ・パイル 6位
リエージュ〜バストーニュ〜リエージュ 7位
1997年
ジロ・ディ・ロンバルディア 6位
1998年
バイエルン・ルントファールト 総合2位
第3ステージ 区間優勝
クラシカ・サンセバスティアン 2位
スビーダ・ア・ウルキオラ 2位
ツール・ド・フランス 総合10位
1999年
ベルギー選手権ロードレース 3位
ツール・デュ・オー・ヴァル 4位
ツール・メディテラネアン 総合9位
2000年
ベルギー選手権ロードレース 優勝
ツール・ド・ワロニー 総合優勝
ジロ・デ・イタリア 第8ステージ 区間優勝
ラインラント・プファルツ・ルントファールト 総合4位
リエージュ〜バストーニュ〜リエージュ 5位
ツール・デュ・オー・ヴァル 5位
ツール・メディテラネアン 総合7位
ボルタ・ア・カタルーニャ 総合9位
フレッシュ・ワロンヌ 10位
2001年
グランプリ・ド・ワロニー 優勝
ブラバンツ・パイル 3位
トロフェオ・ライグエーリア 5位
コッパ・サバティーニ 7位
ルート・アデリ・ド・ヴィトレ 7位
2002年
ブエルタ・ア・アンダルシア 総合2位
フレッシュ・ワロンヌ 6位
2003年
ツール・ド・ラン 総合優勝
ラインラント・プファルツ・ルントファールト 総合3位
ヘッセン・ルントファールト 総合3位
ツール・ド・ベルギー 総合4位
2004年
アテネオリンピック ロードレース 3位
ブラバンツ・パイル 5位
2005年
ドーフィネ・リベレ 第5ステージ 区間優勝
ブラバンツ・パイル 3位